# Gochnatia paucifloscula
Gochnatia paucifloscula là một loài thực vật có hoa trong họ Cúc. Loài này được (C.Wright ex Hitchc.) Jervis ex Cabrera mô tả khoa học đầu tiên năm 1971.